# Добрият Уил Хънтинг
„Добрият Уил Хънтинг“ (на английски: Good Will Hunting) е американски драматичен филм от 1997 г. на режисьора Гас Ван Сант с участието на Робин Уилямс, Мат Деймън, Бен Афлек, Стелан Скарсгорд и Мини Драйвър.

## Сюжет
Действието се развива в Бостън, Масачузетс и разказва историята на Уил Хънтинг, млад мъж с изключителни дарби в областта на математиката, който работи като чистач в Масачузетския технологичен институт. Има агресивно поведение, заради което е бил арестуван няколко пъти. Преживял е тежко детство, което го прави подозрителен към хората, дори и към тези, които му подават ръка. Във филма се преплитат няколко съдби, включително тази на психоаналитика му. Уил постепенно се научава да обича и да се доверява на близките хора около себе си.

## Основен актьорски състав
| Изпълнител       | Персонаж              | Описание                         |
| ---------------- | --------------------- | -------------------------------- |
| Мат Деймън       | Уилям „Уил“ Хънтинг   | младеж с гениален математичен ум |
| Робин Уилямс     | д-р Шон Магуайър      | психотерапевт и преподавател     |
| Стелан Скарсгорд | проф. Джералд Ламбо   | учен математик и преподавател    |
| Мини Драйвър     | Скайлър               | студентка по медицина            |
| Бен Афлек        | Чъки Съливан          | приятел на Уил                   |
| Кейси Афлек      | Морган О'Мали         | приятел на Уил                   |
| Коул Хаузър      | Уилям „Били“ Макбрайд | приятел на Уил                   |

## „Добрият Уил Хънтинг“ в България
През 1999 г. е издаден на VHS от „Айпи Видео“ с български субтитри.
През 2005 г. е издаден на DVD от същия видеоразпространител.
На 5 февруари 2017 г. е излъчен по Кино Нова.
Български дублаж
| Озвучаващи артисти  | Ани Василева Йорданка Илова Силви Стоицов Николай Николов Ивайло Велчев Здравко Методиев |
| Преводач            | Илияна Велчева                                                                           |
| Тонрежисьор         | Димитър Кукушев                                                                          |
| Режисьор на дублажа | Димитър Кръстев                                                                          |